# John R. Dilworth
John R. Dilworth (født 14. februar 1963 in New York, New York) er en amerikansk animator. Han er bedst kendt som produceren, instruktøren og skaberen af den animerede tegnefilmsserie Frygtløs - den frygtsomme hund (Courage the Cowardly Dog)
Dilworth gik på School of Visual Arts i New York, hvor han bestod i 1985 med en Bachelor of Arts (tre-årig uddannelse i kunst). Hans animerede kortfilm, The Chicken From Outer Space (Kyllingen Fra Det Ydre Rum), blev nomineret til en Oscar i 1995. Cartoon Network gav senere Dilworth adgang til at forvandle kortfilmen til en tv-serie, der resulterede i den bredt populære anmelder-roste Frygtløs - den frygtsomme hund. Dilworth er nuværende leder af Stretch Films, et New York baseret design og animationsstudie, som han stiftede i 1991. Han arbejdede også på programmet Doug.
Dilworths kortfilm Angry Cabaret var også som indslag i MTVs 1994 Animation Weekend.